# 64 دي دي

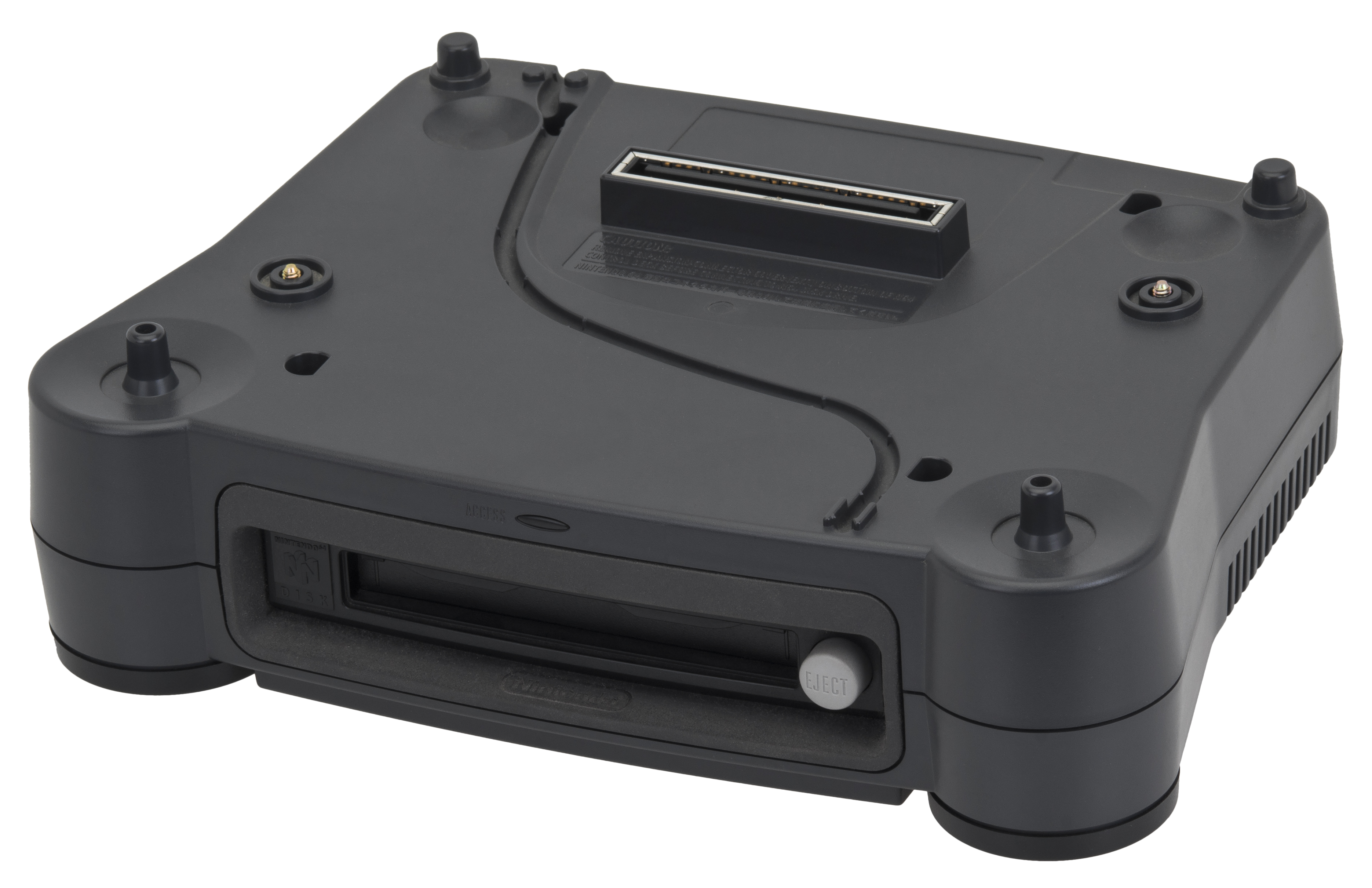
طرفية 64 دي دي دون جهاز نينتندو 64

64 دي دي (بالإنجليزية: 64DD)‏، هي جهاز ألعاب فيديو تابع لنظام نينتندو 64، صدرت في الأسواق اليابانية سنة 1999، حيث باعت نحو 15 ألف وحدة من سنة 1999 إلى 2001.

## المواقع الخارجية
- "64DD documentation and forums". مؤرشف من الأصل في January 27, 2015. اطلع عليه بتاريخ June 14, 2014.
- "Seb Angulo's Lair – Pictures of the 11 released 64DD games". مؤرشف من الأصل في January 11, 2007. اطلع عليه بتاريخ May 20, 2011.
- "Seb Angulo's Lair – Videos of 64DD games". مؤرشف من الأصل في May 20, 2011. اطلع عليه بتاريخ May 20, 2011.
- Article about Nintendo's online history